# Timema tahoe
Timema tahoe är en insektsart som beskrevs av Joyce Winifred Vickery 1993. Timema tahoe ingår i släktet Timema och familjen Timematidae. Inga underarter finns listade i Catalogue of Life.